# Topoľčany Kings
I Topoľčany Kings sono una squadra di football americano di Topoľčany, in Slovacchia, fondata nel 2009.

## Dettaglio stagioni

### Amichevoli
| Stagione | Vin | Par | Per | Tot | PF  | PS | avversaria                        |
| -------- | --- | --- | --- | --- | --- | -- | --------------------------------- |
| 2009     | 1   | 0   | 1   | 2   | 80  | 28 | Smolenice Eagles, Trnava Bulldogs |
| 2011     | 0   | 0   | 1   | 1   | 14  | 16 | Nitra Knights                     |
| 2012     | 1   | 0   | 0   | 1   | 48  | 7  | Žilina Warriors                   |
| Totale   | 2   | 0   | 2   | 4   | 142 | 51 |                                   |

Fonte: topolcanykings.com/

### Tornei

#### Tornei internazionali

##### IFAF CEI Interleague
| Stagione | regular season | regular season | regular season | regular season | regular season | regular season | playoff | playoff | playoff | playoff | playoff | playoff   | playoff             |
|          | Vin            | Par            | Per            | Tot            | PF             | PS             | Vin     | Per     | Tot     | PF      | PS      | risultato | avversaria          |
| -------- | -------------- | -------------- | -------------- | -------------- | -------------- | -------------- | ------- | ------- | ------- | ------- | ------- | --------- | ------------------- |
| 2013     | 4              | 0              | 1              | 5              | 142            | 37             | 0       | 1       | 1       | 17      | 21      | Finale    | Bratislava Monarchs |
| Totale   | 4              | 0              | 1              | 5              | 142            | 37             | 0       | 1       | 1       | 17      | 21      |           |                     |

Fonti: Enciclopedia del Football - A cura di Roberto Mezzetti